# Geraldine Branch
Geraldine Branch, auch bekannt als Geraldine Burton Branch (20. Oktober 1908 – 22. Juli 2016) war eine Frauenärztin, die in New York City und Los Angeles praktizierte.

## Leben
Geraldine Branch hatte den starken Wunsch, Medizin zu studieren, in einer Zeit, als dies für Frauen eher ungewöhnlich war. Ein Stipendium ermöglichte es, diesem Wunsch nachzugehen, sie erhielt ihren Bachelor 1932 am Hunter College für Chemie und Physik und 1936 am New York Medical College. 1962 erhielt sie einen Master in Public Health von der University of California in Los Angeles. Sie war zunächst in New York im Bereich Gynäkologie und Geburtshilfe in der öffentlichen Gesundheitsfürsorge aktiv, zog aber schon früh in ihrer Laufbahn nach Kalifornien um, wo sie bis 2001 in dem Stadtteil Watts von Los Angeles wirkte. Sie etablierte in diesem Stadtteil eine Form von Krankenversicherung, als dies in den USA noch unüblich war, und spielte eine wichtige Rolle bei der Verbesserung der Finanzierung der Gesundheitsfürsorge in diesem Bereich der Stadt. Auch wirkte sie bei der Gründung einer weiteren Schule in Watts entscheidend mit und war später in einer ebenso bedeutenden Rolle an der Gründung der Charles Drew University of Medicine and Science beteiligt. Auch an der Gründung des Watts Health Centers und der Watts Health Foundation wirkte sie mit. Während der und nach den sozialen Unruhen in Watts 1965 spielte sie die Rolle einer Anführerin ihrer Gemeinde und bemühte sich um Wiedergutmachung.
Branch hat mehrere Arbeiten zu verschiedenen Gesundheitszuständen verfasst, darunter eine "Studie über Gonorrhoe bei Säuglingen und Kindern". und "Studie zum Einsatz von Nachbarschaftshilfen bei der Bekämpfung eines Diphtherie-Ausbruchs." Die Studie über Gonorrhoe ist deshalb von besonderer Bedeutung, weil sie entgegen der damals vorherrschenden Fachmeinung sexuellen Missbrauch in der Familie als Hauptursache für die Ansteckung mit Gonorrhoe bei Kindern ausfindig machte.

## Privates
Geraldine Branch war die Tochter von Joseph Burton und Agusta Freeman. Sie war mit Robert Henry verheiratet und hat zwei Kinder, Elizabeth Doggette und Robert Henry III.

## Auszeichnungen
Geraldine Branch war eine der ersten Stipendiatinnen des Walter Gray Crump Stipendiums. 1992 erhielt Geraldine Branch den Healing Hands Award der University of California, Santa Barbara. 2003 wurde sie "Special Honoree" des Jazz at Drew Awards.
Der Dr. Geraldine Burton-Branch Award an der Charles S. Drew Universität für Medizin und Wissenschaft ist ein Verdienststipendium, das ihr zu Ehren benannt wurde.

## Veröffentlichungen
- Mit Ruth Paxton: A Study of Gonococcal Infections among Infants and Children. Public health reports Mai 1965 80(4):347-52.
- Use of aides in preventing an outbreak of diphtheria in a housing project. HSMHA Health Rep. 1971;86(1):92-96.
- zusammen mit Natalie Felix: A model neighborhood program at a Los Angeles health center. HSMHA Health Rep. 1971;86(8):684-691.